# IntesaConsumatori
IntesaConsumatori è la federazione di quattro tra le maggiori associazioni di consumatori italiane.
Fondata nell'aprile 2002, da Carlo Pileri, Elio Lannutti, Carlo Rienzi e Rosario Trefiletti, raggruppa ADOC, Adusbef, Codacons e Federconsumatori.
Presidente onorario di IntesaConsumatori è stato il senatore Francesco Cossiga. Presidenti nazionali sono stati Carlo Pileri, Carlo Rienzi, Elio Lannutti e Rosario Trefiletti.
Ogni ottobre dal 2002 IntesaConsumatori attribuisce attestati (Il premio del consumatore) alle personalità che si sono distinte nella difesa dei consumatori nel corso dell'anno precedente. Tra questi sono stati premiati: Daniela Primicerio (CNCU), Gianni Alemanno, il Gabibbo, Giorgio Benvenuto, Emanuela Falcetti, Stefano Masini (Coldiretti), le Iene, Pier Luigi Bersani, Dose e Presta del "Ruggito del Coniglio", la giornalista del Messaggero Francesca Filippi.

## Azioni
IntesaConsumatori si è fatta conoscere in Italia ed in Europa grazie ai 5 scioperi della spesa proclamati contro il caro vita determinato dall'introduzione dell'euro. Il 13 settembre 2007 ha proclamato una giornata di sciopero della pasta, contro i consistenti aumenti del prezzo dei cereali. L'iniziativa, che ha avuto un ampio consenso in Italia, ha attirata la curiosità dei mass media internazionali. Lo sciopero della pasta è stato poi imitato in ottobre dalle associazioni dei consumatori argentine, che hanno proclamato "lo sciopero del pomodoro".
IntesaConsumatori ha anche realizzato 2 scioperi dei cellulari, ripresi in seguito dalle associazioni dei consumatori di Israele e di Ucraina, per chiedere una diminuzione dei costi di roaming e degli sms e per chiedere l'abolizione dei costi di ricarica e della tassa di concessione governativa sugli abbonamenti dei privati. Parte delle richieste di IntesaConsumatori sono state poi riprese dai cosiddetti Decreti Bersani sulle liberalizzazioni.
IntesaConsumatori ha realizzato importanti accordi per il blocco delle tariffe autostradali, ed ha ottenuto dal Governo allora in carica il blocco delle tariffe elettriche nel 2003 e nel 2005.
La storia dell'Intesa dei consumatori è raccontata nel libro di Carlo Pileri Quando volano i fenicotteri. Il libro - edito nel 2012 da Pensieri e Parole di Padova e disponibile su Amazon e iTunes nella versione eBook - riporta fedelmente i retroscena della nascita e dello sviluppo delle iniziative della federazione dei consumatori fino al declino della fine del primo decennio degli anni 2000.